# Weltmeisterschaften im Trampolinturnen 1999
Die 21. Turn-Weltmeisterschaften im Trampolinturnen fanden 1999 in Sun City, Südafrika statt.

## Ergebnisse

### Männer Einzel
| Rang | Land       | Turner                |
| ---- | ---------- | --------------------- |
|      | Russland   | Aleksander Moskalenko |
|      | Belarus    | Mikalaj Kasak         |
|      | Frankreich | David Martin          |

### Männer Team
| Rang | Land        | Turner                                                                    |
| ---- | ----------- | ------------------------------------------------------------------------- |
|      | Russland    | German Chnytschew Sergej Iatschew Alexander Moskalenko Alexander Russakow |
|      | Deutschland | Michael Serth Stefan Reithöfer Henrik Stehlik Markus Kubicka              |
|      | Kanada      | Mathieu Turgeon Chris Mitruk Michel Greene Ben Snape                      |

### Synchron Männer
| Rang | Land     | Turner                                  |
| ---- | -------- | --------------------------------------- |
|      | Russland | Aleksander Moskalenko German Chnytschew |
|      | Belarus  | Mikalaj Kasak Wladimir Kakorko          |
|      | Ukraine  | Sergei Bukowtsew Olexander Tschernonos  |

### Doppel Mini-Trampolin Männer
| Rang | Land        | Turner         |
| ---- | ----------- | -------------- |
|      | Kanada      | Chris Mitruk   |
|      | Deutschland | Jörg Gehrke    |
|      | Brasilien   | Rodolfo Rangel |

### Doppel Mini-Trampolin Team Männer
| Rang | Land               | Turner                                                |
| ---- | ------------------ | ----------------------------------------------------- |
|      | Vereinigte Staaten | Mark Griffith Karl Heger Byron Smith Ruan Weston      |
|      | Deutschland        | Jörg Gehrke Uwe Marquardt Dennis Luxon Michael Dobert |
|      | Kanada             | Ryan Ward Scott Fischer Chris Mitruk Jermy Brock      |

### Tumbling Männer
| Rang | Land                   | Turner               |
| ---- | ---------------------- | -------------------- |
|      | Russland               | Lewon Petrosjan      |
|      | Russland               | Alexei Kryschanowski |
|      | Vereinigtes Königreich | Robert Small         |

### Tumbling Team Männer
| Rang | Land                   | Turner                                                               |
| ---- | ---------------------- | -------------------------------------------------------------------- |
|      | Russland               | Alexei Kryschanowski Daniel Awakian Denis Serdjukow Lewon Petrosjan  |
|      | Frankreich             | Alexandre Dechanet Nicolas Fournials Christopher Gigou Nicolas Divry |
|      | Vereinigtes Königreich | Robert Small Ross Gibson Robert Proctor Richard Barker               |

### Damen Einzel
| Rank | Land        | Turnerin         |
| ---- | ----------- | ---------------- |
|      | Russland    | Irina Karawajewa |
|      | Ukraine     | Oksana Zyhuljowa |
|      | Deutschland | Anna Dogonadze   |

### Damen Team
| Rank | Land     | Turnerin                                                                   |
| ---- | -------- | -------------------------------------------------------------------------- |
|      | Russland | Marina Murinowa Natalja Tschernowa Irina Karawajewa Tatjana Kowaljewa      |
|      | Ukraine  | Oksana Werbitskaja Olena Mowtschan Oksana Zyhuljowa                        |
|      | Belarus  | Galina Lebedjewa Natalja Karpenkowa Ljudmila Padassenko Tazzjana Pjatrenja |

### Synchron Damen
| Rang | Land        | Turner                              |
| ---- | ----------- | ----------------------------------- |
|      | Ukraine     | Oksana Zyhuljowa Olena Mowtschan    |
|      | Deutschland | Tina Ludwig Anna Dogonadze          |
|      | Russland    | Natalia Tschernowa Irina Karawajewa |

### Doppel Mini-Trampolin Damen
| Rang | Land               | Turner              |
| ---- | ------------------ | ------------------- |
|      | Kanada             | Lisa Colussi Mitruk |
|      | Russland           | Marina Murinowa     |
|      | Vereinigte Staaten | Erin Maguire        |

### Doppel Mini-Trampolin Team Damen
| Rang | Land       | Turner                                                       |
| ---- | ---------- | ------------------------------------------------------------ |
|      | Portugal   | Raquel Pinto Marta Ferreira Rita Costa Sonia Oliveira        |
|      | Australien | Jacinta Harford Elizabeth Cox Kirsti Hann Khali Ridge        |
|      | Kanada     | Lisa Colussi-Mitruk Cheryl Johnson Teresa Mikola Shannon Lee |

### Tumbling Damen
| Rang | Land       | Turner          |
| ---- | ---------- | --------------- |
|      | Russland   | Elena Blujina   |
|      | Frankreich | Chrystel Robert |
|      | Frankreich | Melanie Avisse  |

### Tumbling Team Damen
| Rang | Land       | Turner                                                                       |
| ---- | ---------- | ---------------------------------------------------------------------------- |
|      | Russland   | Jelena Blujina Tatiana Tschachnowskaja Natalja Rachmanowa Wiktoria Danilkina |
|      | Frankreich | Chrystel Robert Mariama Ndour Melanie Avisse Peggy Pachy                     |
|      | Ukraine    | Olena Dribna Olena Chabanenko Tatjana Tschowtopup Oksana Westretjentsewa     |

### Medaillenspiegel
| Rang | Nation                 | Gold | Silber | Bronze | Gesamt |
| ---- | ---------------------- | ---- | ------ | ------ | ------ |
| 1    | Russland               | 9    | 2      | 1      | 12     |
| 2    | Kanada                 | 2    | -      | 3      | 5      |
| 3    | Ukraine                | 1    | 2      | 2      | 5      |
| 4    | Vereinigte Staaten     | 1    | -      | 1      | 2      |
| 5    | Portugal               | 1    | -      | -      | 1      |
| 6    | Deutschland            | -    | 4      | 1      | 5      |
| 7    | Frankreich             | -    | 3      | 2      | 5      |
| 8    | Belarus                | -    | 2      | 1      | 4      |
| 9    | Australien             | -    | 1      | -      | 1      |
| 10   | Vereinigtes Königreich | -    | -      | 2      | 2      |
| 11   | Brasilien              | -    | -      | 1      | 1      |